# Głęboczek, Tỉnh West Pomeranian
Głęboczek [ɡwɛmˈbɔt͡ʂɛk] (tiếng Đức: Winkel) là một ngôi làng thuộc khu hành chính của Gmina Czaplinek, thuộc quận Drawsko, West Pomeranian Voivodeship, ở phía tây bắc Ba Lan. Nó nằm khoảng 11 kilômét (7 mi) phía tây Czaplinek, 20 km (12 mi) về phía đông của Drawsko Pomorskie và 101 km (63 mi) về phía đông của thủ đô khu vực Szczecin.
Trước 1772, khu vực này là một phần của Vương quốc Ba Lan, 1772-1945 Phổ và Đức. Để biết thêm về lịch sử của nó, hãy xem Hạt Wałcz và " Miền Warlang -Heinrichsdorf".